# وربیتسا (زایچار)
وربیتسا (به صربی: Vrbica) یک منطقهٔ مسکونی در صربستان است که در زایچار واقع شده‌است. وربیتسا ۳۱۳ نفر جمعیت دارد.